# Ludwig Buckup
Ludwig Buckup (São Paulo, 25 de março de 1932 — Porto Alegre, 22 de fevereiro de 2021) foi um cientista, professor e pesquisador brasileiro, destacado nas áreas da Entomologia e Carcinologia, desenvolvendo também relevante atividade cultural.
Nascido em São Paulo numa família proveniente de imigrantes alemães, desenvolveu toda sua carreira profissional no Rio Grande do Sul. Graduou-se como bacharel em História Natural em 1954 e licenciou-se em 1955 na Universidade Federal do Rio Grande do Sul, aperfeiçoando-se na Universidade de Tübingen, onde obteve um doutorado cum laude em Entomologia em 1958. No mesmo ano voltou ao Brasil e iniciou uma carreira como professor de Biogeografia na UFRGS, em 1983 tornou-se titular do Departamento de Zoologia, onde aposentou-se em 1990, mas permaneceu ativo na universidade até 2010. Organizou as cadeiras de Biogeografia e Oceanografia Biológica, foi um dos idealizadores do Departamento de Zoologia, promoveu a criação do Programa de Pós-Graduação em Ecologia, do qual foi o primeiro coordenador, e colaborou na criação do Programa de Pós-Graduação em Biologia Animal, sendo seu supervisor até sua aposentadoria.
Foi diretor do Museu Riograndense de História Natural de 1962 a 1966 e conselheiro por oito anos. Junto com Balduíno Rambo fundou o Museu de Ciências Naturais da Fundação Zoobotânica do Rio Grande do Sul, foi um dos fundadores do periódico Iheringia, um dos fundadores, conselheiro e presidente da Sociedade Brasileira de Carcinologia, membro da Sociedade Brasileira para o Progresso da Ciência e secretário da seção do Rio Grande do Sul, membro do Conselho Federal de Biologia e do conselho da Fundação de Amparo à Pesquisa do Estado do Rio Grande do Sul, conselheiro por seis anos da Sociedade Brasileira de Zoologia, consultor do Conselho Nacional de Desenvolvimento Científico e Tecnológico, da Coordenação de Aperfeiçoamento de Pessoal de Nível Superior, da Fundação de Ciência e Tecnologia do Estado de Santa Catarina e do Instituto Nacional de Pesquisas da Amazônia.
Tem extensa bibliografia científica publicada, desenvolvendo estudos pioneiros especialmente nas áreas da Entomologia, Carcinologia e biota neotropical, descreveu dezenas de novas espécies, foi consultor de mais de vinte periódicos científicos e de várias agências e sociedade científicas brasileiras e estrangeiras. Foi um dos principais responsáveis pela consolidação dos estudos da Carcinologia no Brasil. Foi sócio da Associação Gaúcha de Proteção ao Ambiente Natural e um dos fundadores da IGRÉ – Associação Sócio-Ambientalista, mantendo por mais de 50 anos intensa atividade como ambientalista.
Paralelamente sempre mostrou interesse pela cultura. Foi decano do Programa de Extensão Cultural da UFRGS de 1980 a 1984, sendo responsável pela criação do Projeto Unicultura, com os setores Unimúsica, Unidança, Unicena, Doze-e-Trinta, Seis-e-Meia e Uniartes, promovendo eventos em diversos campos das artes e cultura. Também criou o Projeto Prelúdio, dedicado à educação musical. Foi presidente da Fundação Orquestra Sinfônica de Porto Alegre.
Recebeu várias homenagens e distinções pelas suas relevantes contribuições científicas. Quatro espécies foram batizadas com seu nome (Olivancillaria buckuporum Thomé, 1966; Alpheus buckupi Almeida, Terossi, Araújo-Silva & Mantelatto, 2013; Aegla ludwigi  Santos & Jara, 2013, e Circoniscus buckupi Campos-Filho & Araujo, 2011). Recebeu a Medalha Cidade de Porto Alegre pelo seu trabalho nas áreas da Ecologia e Zoologia; o Prêmio Alexandre Rodrigues Ferreira da Sociedade Brasileira de Zoologia e o Prêmio Mérito em Biologia do Conselho Regional de Biologia — Região Sul. Em 2010 recebeu o título de Amigo da Fundação Zoobotânica do Rio Grande do Sul pela sua contribuição para o engrandecimento da instituição, e em 2014 foi distinguido com o título de Professor Emérito da UFRGS em reconhecimento de sua visão da universidade, seu espírito inovador e seus relevantes serviços à instituição.